# Drzewo składniowe
Drzewo składniowe, drzewo AST (ang. abstract syntax tree), czyli drzewo składni abstrakcyjnej – drzewo etykietowane, wynik przeprowadzenia analizy składniowej zdania (słowa) zgodnie z pewną gramatyką. Każdy węzeł wewnętrzny tego drzewa reprezentuje pewną konstrukcję języka, a jego dzieci znaczące składowe tej konstrukcji.
W drzewie składniowym, inaczej niż w drzewie wyprowadzenia, pomijane są mało znaczące symbole np. nawiasy, średniki, przecinki. Drzewo składniowe dla wyrażeń arytmetycznych w węzłach wewnętrznych będzie zawierać operatory, zaś w liściach stałe i identyfikatory zmiennych. 

na drzewie opisane jest wyrażenie:

A(B(E,F),C,D(G(I),H(J,K,L)))
- A i H to operacje trójargumentowe
- B i D to operacje dwuargumentowe (binarne)
- G to operacja jednoargumentowa (unarna lub unitarna)
- E F C I J K L to argumenty